# Saotomea minima
Saotomea minima is een slakkensoort uit de familie van de Volutidae. De wetenschappelijke naam van de soort werd in 1994 als Fulgoraria minima gepubliceerd door Bondarev.